# Улица Умургас
Улица У́мургас (латыш. Umurgas iela) — улица в Видземском предместье города Риги, в историческом районе Югла. Начинается в тупике у ручья Страздупите и пролегает в юго-восточном направлении, выходя к микрорайону Югла-2. В средней части пересекается с улицей Палес; дальняя часть улицы Умургас соединена безымянной дорогой с улицей Юглас и внутриквартальными проездами — с улицей Квелес. С другими улицами соединений нет.

## История
Улица Умургас впервые упоминается в 1935 году под своим нынешним наименованием. Оно было дано в честь волостного села Умурга в Валмиерском уезде (сегодня — в Лимбажском крае) Латвии.
В годы немецкой оккупации улица именовалась Ubbenormsche Strasse (сообразно историческому немецкому названию усадьбы Умурга), других переименований не было.

## Транспорт
Согласно официальным сведениям, длина улицы Умургас составляет 127 метров, фактически — 268 метров. На большей части улица не имеет твёрдого покрытия. На всём протяжении имеет статус жилой зоны, общественный транспорт по улице Умургас не курсирует. Разрешено движение в обоих направлениях.

## Застройка
Улица Умургас застроена преимущественно частными малоэтажными домами. У перекрёстка с улицей Палес расположено здание бывшей школы № 16, ныне корпус школы № 63 (1964, типовой проект). Один из типовых 5-этажных домов микрорайона Югла-2 также имеет адрес по улице Умургас (дом № 26).
До 2013 года на улице Умургас сохранялся один из бывших бараков для рабочих хлопчатобумажной мануфактуры, построенный в конце XIX века по одному проекту с сохранившимся зданием по ул. Палес, 8, которое признано памятником архитектуры. Барак, сгоревший 9 сентября 2013 года, располагался по нечётной стороне улицы Умургас, между домом № 3 и бывшей школой № 16, однако имел адрес «ул. Умургас, 2».